# Elizabeth Elstob
Elizabeth Elstob (29 de septiembre de 1683 - 3 de junio de 1756),conocida como la ninfa sajona, fue una erudita pionera del anglosajón. Fue la primera persona en publicar una gramática del inglés antiguo escrita en inglés moderno.

## Vida
Nació y se crio en la zona de Quayside de Newcastle upon Tyne y, al igual que Mary Astell de Newcastle, hoy en día es considerada una de las primeras feministas inglesas. Era hija de Ralph, un comerciante, y su esposa Jane Elstob (de soltera Hall). El padre de Elizabeth murió cuando ella tenía cinco años y su madre murió tres años después.  Era la menor de ocho hermanos.  Antes de morir su madre, animó a Isabel a convertirse en una erudita, porque era una admiradora del aprendizaje, especialmente para las mujeres.  A la edad de ocho años, Isabel ya dominaba la gramática latina.
Llegó a dominar ocho idiomas y fue pionera en los estudios anglosajones, un logro sin precedentes para una mujer de la época.  Tras la muerte de sus padres fue criada por su tía y su tío Charles Elstob, un prebendado en Canterbury , quien desdeñaba la educación femenina, creyendo que "una lengua es suficiente para una mujer", pero su tía le permitió aprender francés. Vivió con su hermano en Oxford desde 1696 y en Londres desde 1702. Cuando era adolescente, la presentó a un pequeño pero entusiasta círculo de académicos que trabajaban en la historia y la cultura anglosajonas. Describió a Isabel como "la encantadora e incansable compañera de mis estudios".

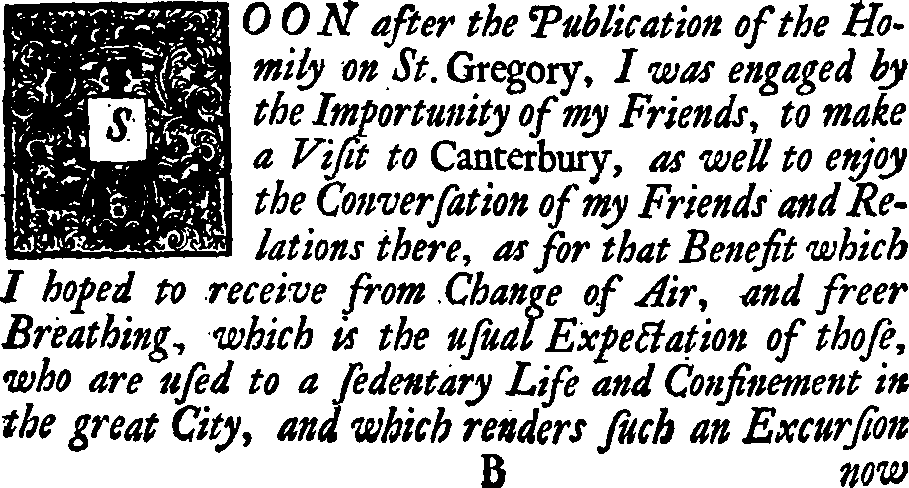
Un florón (tipografía ornamental) de los Rudimentos de gramática de Elstob

Como parte de su interés académico por el inglés temprano, Elstob colaboró y mantuvo correspondencia con académicos como Humfrey Wanley y George Hickes. Trabajó con Wanley para diseñar el tipo de letra de sus Rudimentos de gramática para la lengua inglesa-sajona de 1715, y fue una hábil escriba y facsimilista por derecho propio. Su facsímil del Textus Roffensis se encuentra en la Biblioteca Británica bajo la marca Harley MS 1866 . Elstob fue la primera editora del Orosius en inglés antiguo , una traducción a menudo atribuida a Alfredo el Grande, de la Historiae adversus paganos ( Historia contra los paganos ) de Paulus Orosius. La Historia de Orosio fue escrita alrededor del año 417 d. C., probablemente en el norte de África, a petición de Agustín de Hipona .
En Londres, tradujo el Ensayo sobre la gloria de Madeleine de Scudéry en 1708, y una homilía inglés-sajona sobre la Natividad de San Gregorio en 1709. Ambas obras están dedicadas a la reina Ana, a quien se elogia en los prefacios feministas.
Desde 1702, formó parte del círculo de intelectuales en torno a Mary Astell, quien ayudó a encontrar suscriptores para sus Rudimentos de gramática para la lengua inglesa-sajona ( 1715 ), la primera obra de este tipo escrita en inglés. El prefacio, "Una disculpa por el estudio de las antigüedades del norte", discrepaba del formidable Jonathan Swift y parece haberle hecho modificar sus puntos de vista.

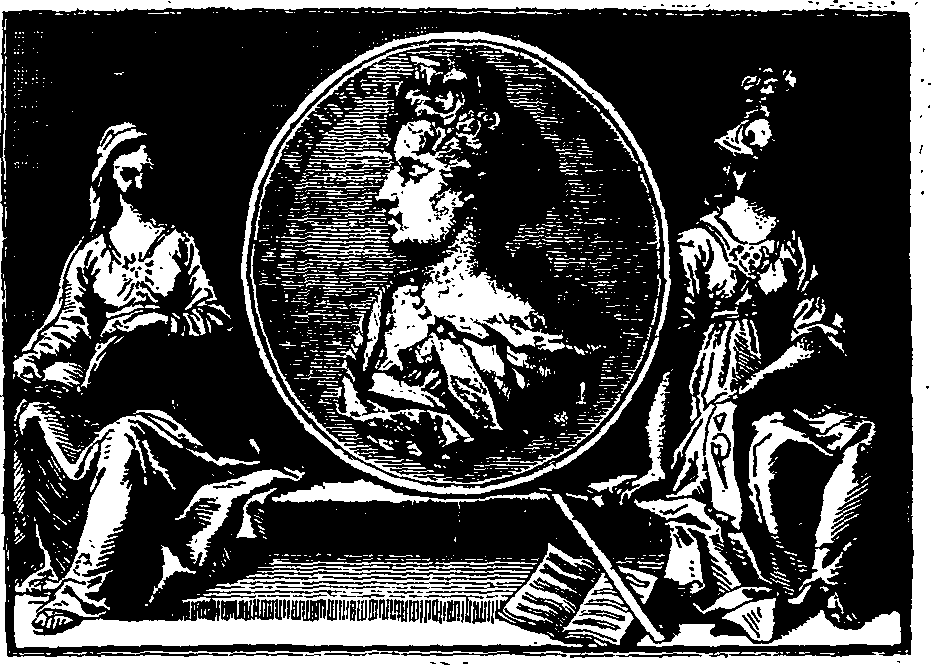
Fleuron (tipografía ornamental) de Los rudimentos de gramática para la lengua inglesa-sajona de Elstob

Después de la muerte de su hermano en 1715, se quedó sin hogar y plagada de deudas que él había contraído para financiar sus costosas publicaciones. Intentó iniciar una escuela para niñas en Chelsea, pero a pesar de tener tantas alumnas que "apenas tenía tiempo para comer", solo pagaban un groat (4 peniques) a la semana y la escuela fracasó en seis meses. En 1718 huyó de Londres y de sus acreedores, dejando atrás sus libros y un manuscrito parcial de las Homilías católicas de Ælfric que había traducido. Nunca se publicó y ahora se conserva en la Biblioteca Británica. Confió sus papeles a un amigo que fue a las Indias Occidentales y los papeles se perdieron.
Elstob terminó en Evesham, en la zona rural de Worcestershire. Vivió allí durante muchos años dependiendo de sus amigos, dirigiendo una pequeña escuela para mujeres bajo el nombre falso de Frances Smith. Al parecer, nadie de la comunidad académica conoció su paradero hasta 1735.
En el otoño de 1738, Elstob conoció a la rica Margaret Bentinck, duquesa de Portland, y fue nombrada institutriz de sus hijos, permaneciendo a su servicio hasta su muerte, en Bulstrode Park, Buckinghamshire, el 3 de junio de 1756. En sus últimos años vivió "rodeada de los agradables elementos de la sociedad y de sus libros". Ella escribió en una carta que "esta no es una época para esperar ningún estímulo para el aprendizaje de ningún tipo".
Fue enterrada en el cementerio de St Margaret's, Westminster.